# Großer Stern
Der Große Stern ist der zentrale Platz des Großen Tiergartens im Berliner Ortsteil Tiergarten.

## Geschichte
Der Platz wurde unter Kurfürst Friedrich III. (ab 1701 Friedrich I., König in Preußen) um 1698 durch den Hofjäger Hemmrich als Jagdstern angelegt. Ab 1742 wurde der Große Stern im Zuge der Umgestaltung des Tiergartens durch Knobelsdorff und von 1833 bis 1840 durch Peter Joseph Lenné zu einem repräsentativen Platz ausgebaut. Von der Mitte des 18. bis Anfang des 19. Jahrhunderts stand dort eine Gruppe von Sandsteinstatuen antiker Götter, genannt Die Puppen.

## Heutiger Ausbau
Heute treffen sich hier mehrere große Verkehrsachsen der Stadt:
- die Straße des 17. Juni
  - nach Westen über den Ernst-Reuter-Platz, als Bismarckstraße bzw. Kaiserdamm zum Theodor-Heuss-Platz und weiter als Heerstraße
  - nach Osten über das Brandenburger Tor am Pariser Platz und den Boulevard Unter den Linden bis zur Schlossbrücke am Berliner Dom
- die Altonaer Straße nach Nordwesten über den Hansaplatz bis zur Gotzkowskybrücke
- der Spreeweg nach Nordosten bis zum Schloss Bellevue an der Lutherbrücke
- die Hofjägerallee nach Süden über den Lützowplatz und den Nollendorfplatz bis zum Winterfeldtplatz

Der Große Stern ist als großer mehrspuriger Spiral-Kreisverkehr angelegt, der täglich von rund 180.000 Autos befahren wird.
In der Mitte des Platzes steht die Siegessäule mit der von den Berlinern Goldelse genannten vergoldeten Bronzeskulptur der Viktoria mit Lorbeerkranz obenauf. Das heutige Aussehen bekam der Platz 1938. Er wurde im Durchmesser stark vergrößert und man setzte die Siegessäule vom Königsplatz, dem heutigen Platz der Republik direkt vor dem Reichstagsgebäude, hierher um und erhöhte sie dabei – auch aus Proportionsgründen – um eine Säulentrommel.

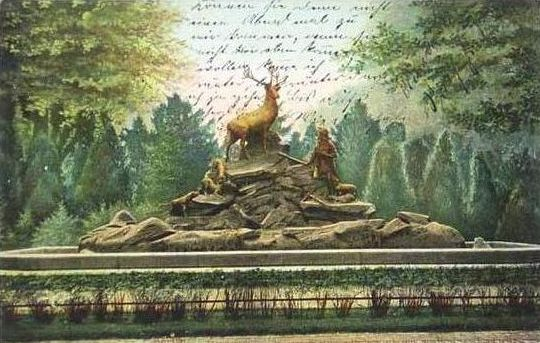
Hubertusbrunnen von Cuno von Uechtritz-Steinkirch (1938 abgerissen)

Im Zuge der Verbreiterung des Großen Sterns wurde der am Nordrand des Platzes gelegene Hubertusbrunnen von Cuno von Uechtritz-Steinkirch 1938 abgerissen. Wieder auf die Siegessäule zu, nur jetzt in Richtung auf den Großen Stern, lief die ab Mai 1938 in die Große Sternallee verlegte Reihe von Denkmälern aus der Siegesallee. Die Denkmäler der Sieger von 1864–1871, die schon zuvor die Siegessäule umgeben hatten, wurden wieder im Halbkreis aufgestellt: Bismarck-Nationaldenkmal, Albrecht von Roon und Helmuth Karl Bernhard von Moltke. Die Einweihung des Ensembles fand am 20. April 1939 statt, Hitlers 50. Geburtstag, zu dem eine gigantische Militärparade auch über den Großen Stern rollte.

Denkmäler am Großen Stern
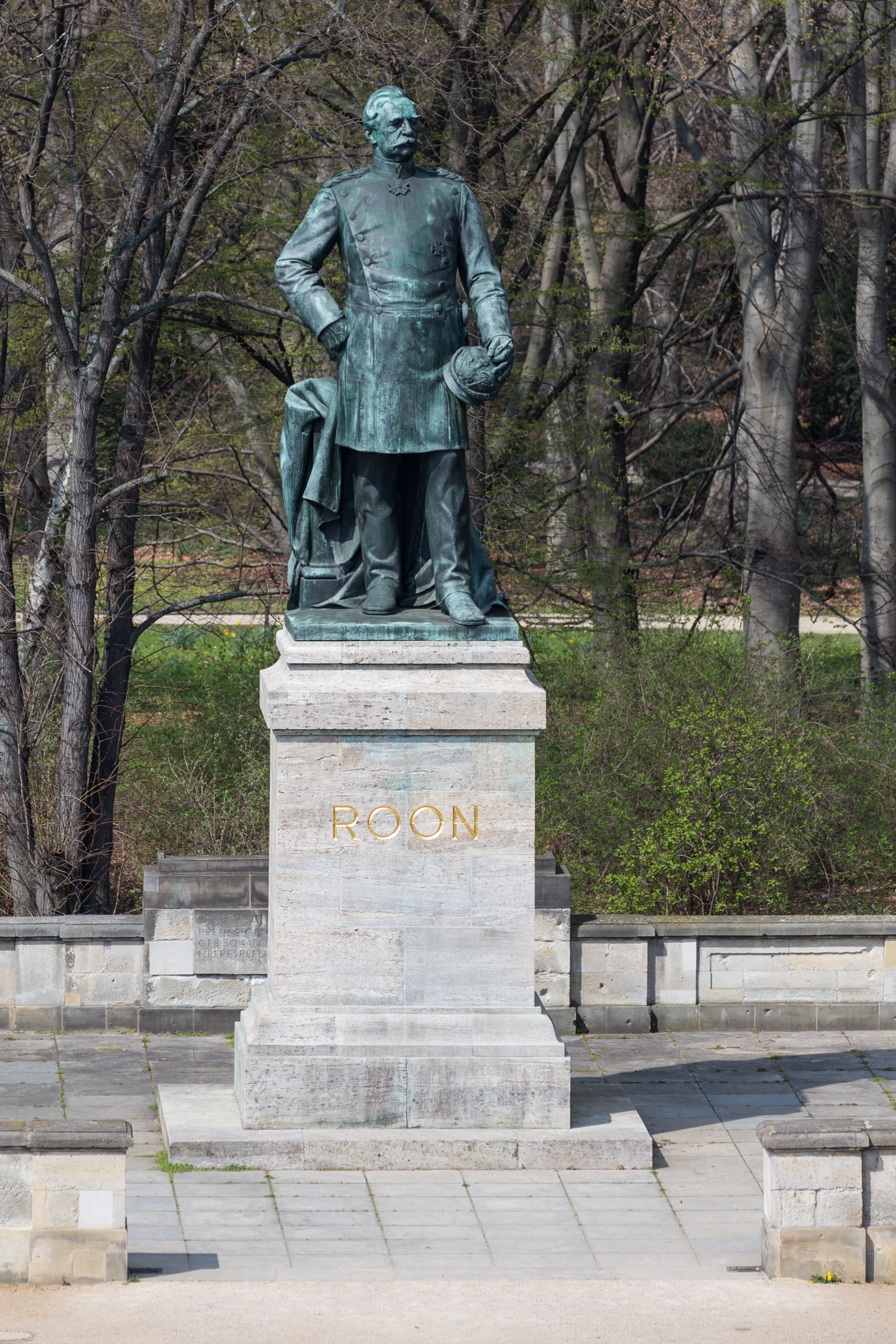
Roon-Denkmal von Harro Magnussen, 1904
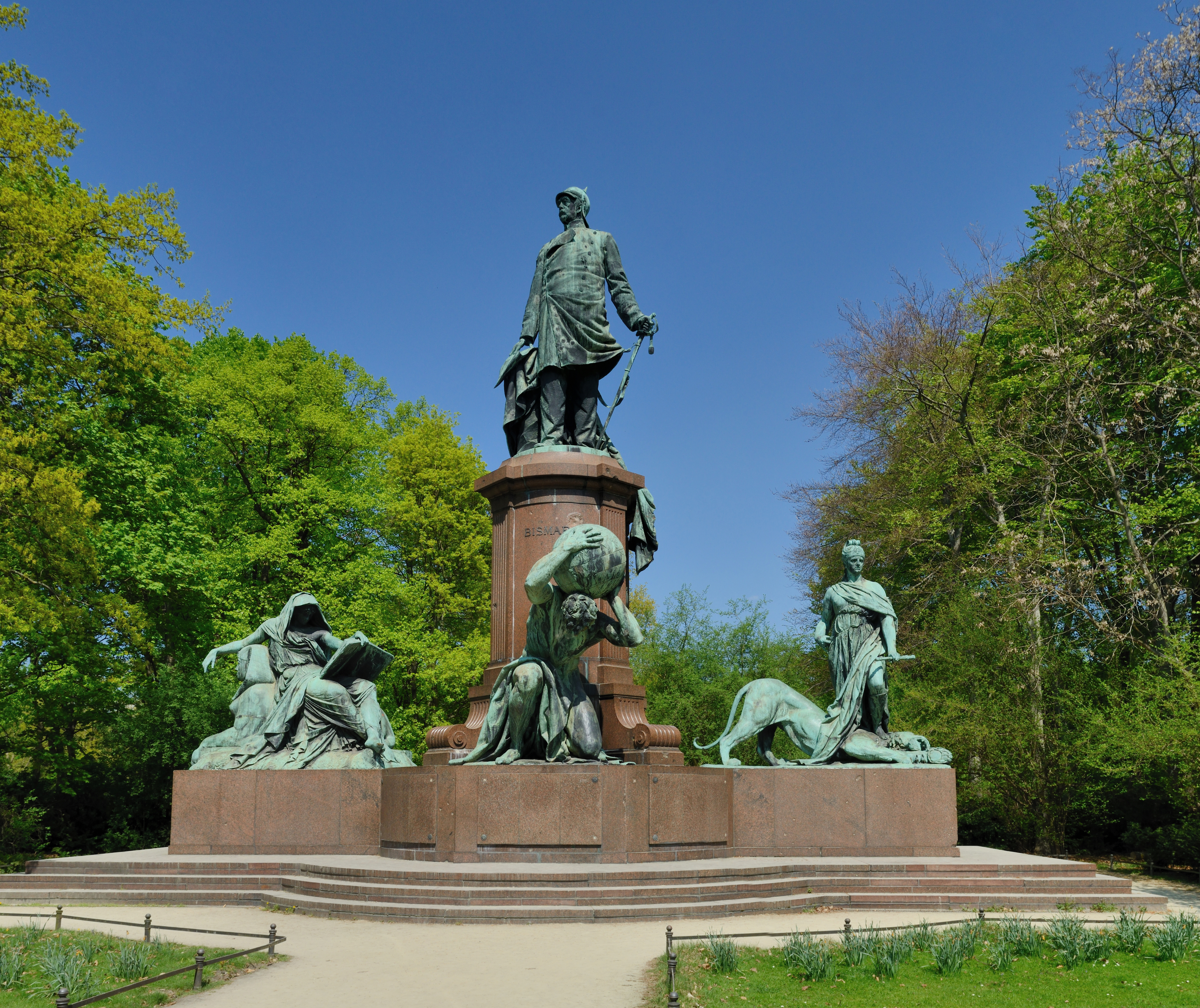
Bismarck-Nationaldenkmal von Reinhold Begas, 1901
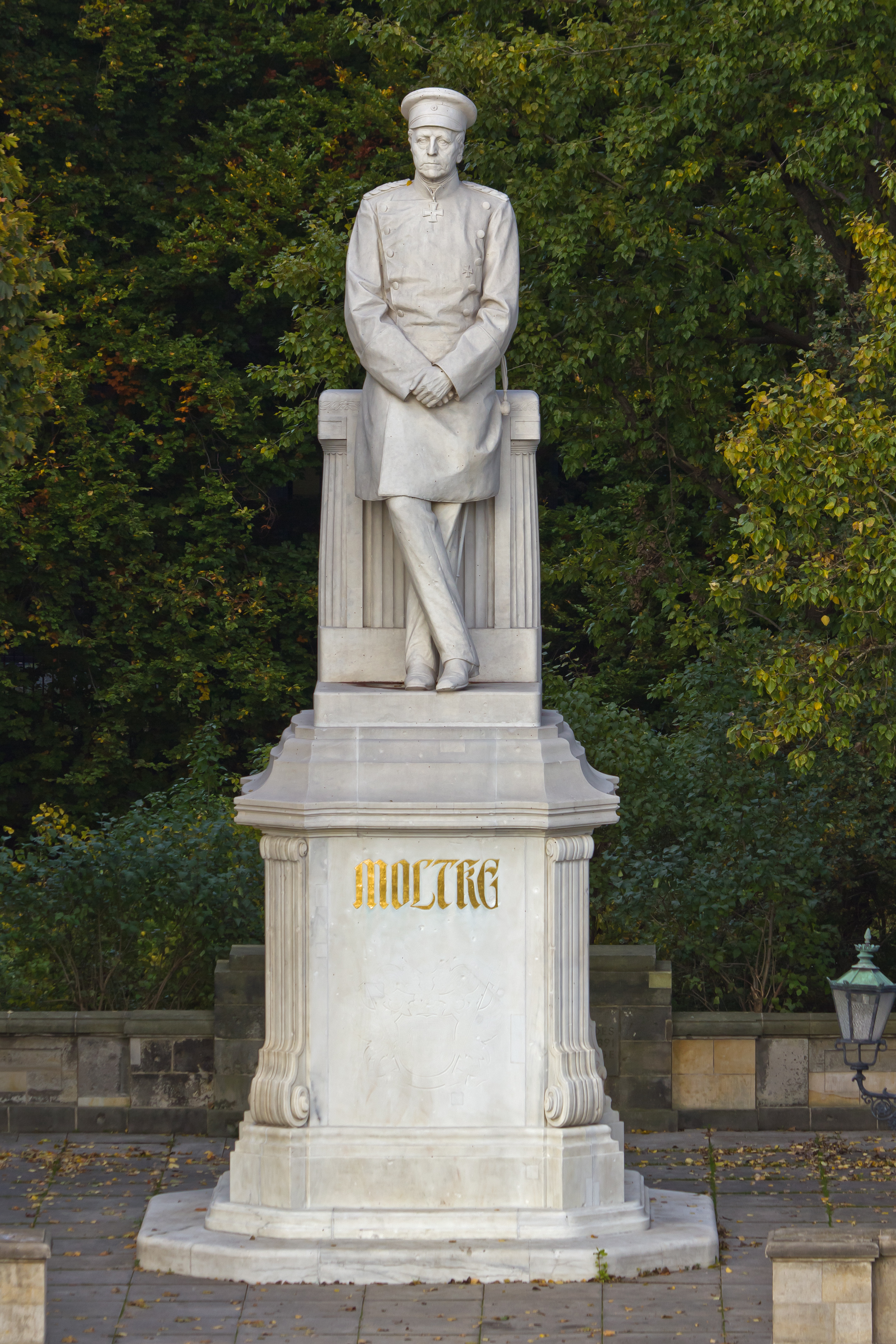
Moltke-Denkmal von Joseph Uphues, 1904

## Besondere Ereignisse
- Auf dem Areal des Großen Sterns fanden zahlreiche Großveranstaltungen statt, wie etwa die Abschlusskundgebungen der Love Parade zwischen 1996 und 2003 sowie 2006 und das Fan Fest Berlin anlässlich der Fußball-Weltmeisterschaft 2006, auf der jedes Spiel des Turniers auf mehreren Großbildschirmen übertragen wurde. Die sogenannte ‚Fanmeile‘ zählte täglich bis zu 700.000 Besucher.
- Im Jahr 2005 fand hier die Musikveranstaltung Live 8 mit rund 100.000 Zuschauern statt.
- Seit 1987 wird im September jeden Jahres der Berlin-Marathon über den Platz geführt, bei dem regelmäßig tausende von Läufern, Inlineskatern und Rennrollstuhlfahrern teilnehmen. Der Platz ist seit 2002 Zentrum der XRace-Strecke, eines Halbmarathons für Inlineskater.
- Im Juli 2008 hielt der damalige US-Präsidentschaftskandidat Barack Obama an der Siegessäule eine Rede vor etwa 200.000 Zuhörern.
- Am 26. Juni 2018 verteilten Aktivisten von Greenpeace 3500 Liter gelbe Farbe auf der Fahrbahn, um für den Kohleausstieg zu demonstrieren.[1] In der Folge musste die Fahrbahn aufwendig gereinigt werden.[2] Die Kosten für die Entfernung und Entsorgung der Farbe betrugen 14.000 Euro und mussten von Greenpeace getragen werden. Es wurden dabei mehr als 135.000 Liter Wasser verbraucht.[3] Die strafrechtliche Aufarbeitung der Tat läuft noch.
- Am 7. Oktober 2019 blockierten Aktivisten von Extinction Rebellion die Zufahrt zum Großen Stern.[4][5]